# Matilla (kommun i Spanien)
Matilla är en kommun i Spanien.   Den ligger i provinsen Provincia de Segovia och regionen Kastilien och Leon, i den centrala delen av landet, 90 km norr om huvudstaden Madrid. Antalet invånare är 101.